# Charlotte de La Mothe-Houdancourt

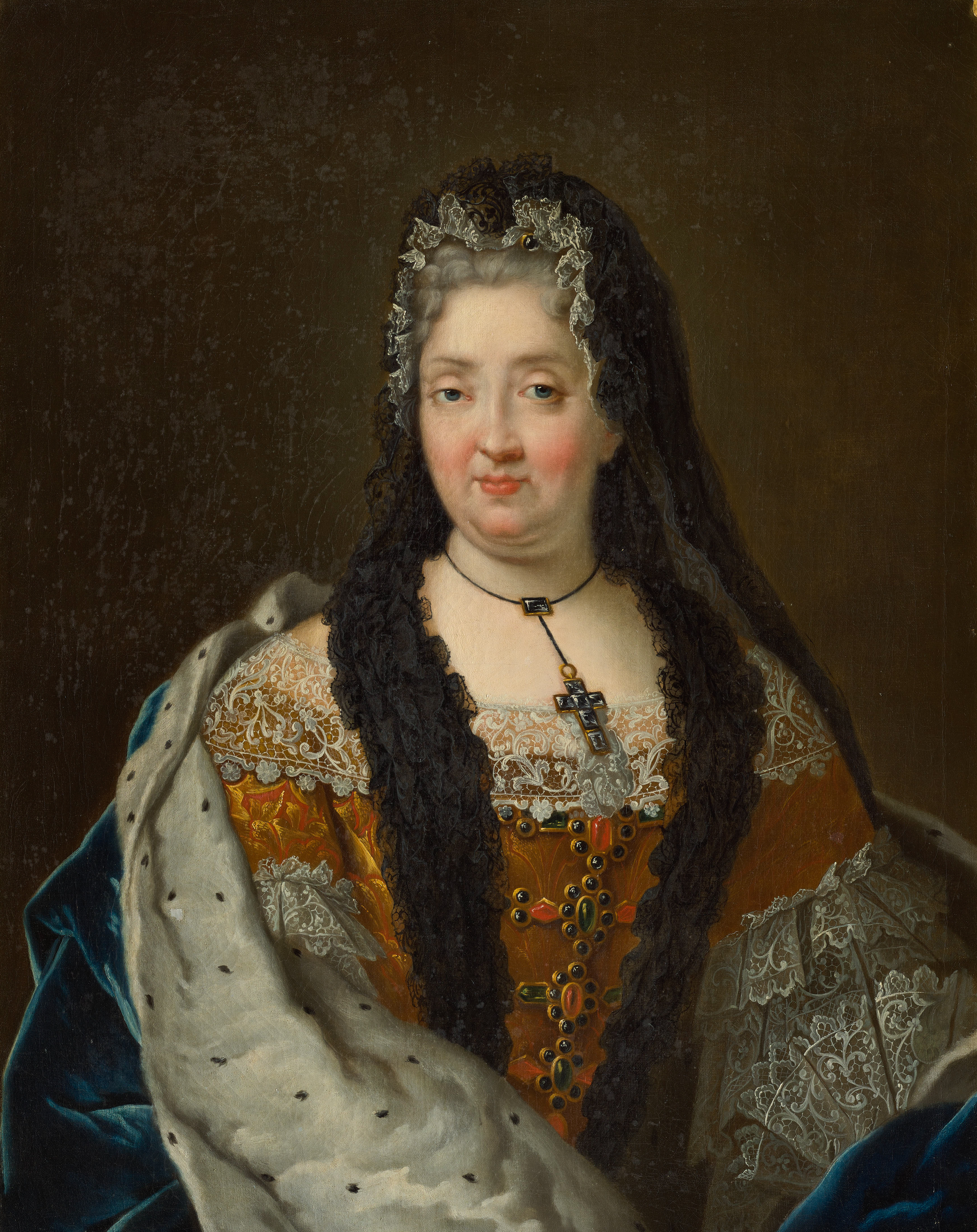
Charlotte de La Mothe-Houdancourt

Charlotte-Eléonore Magdeleine de la Mothe-Houdancourt (* 1654; † 13. Dezember 1744 im Château de Glatigny, Versailles) war die Gouvernante der königlichen Kinder Frankreichs, Gouvernante des enfants royaux, insbesondere des jungen Ludwig XV. Dieses Amt hatte sie wie schon ihre Mutter inne. Sie war als Madame de Ventadour bekannt.

## Leben

### Kindheit
Charlotte-Eléonore Magdeleine de la Mothe-Houdancourt wurde als jüngste von drei Töchtern von Philippe de La Mothe-Houdancourt, Herzog von Cardona und Marschall von Frankreich (1657), und seiner Gattin Louise de Prie, Marquise de Toucy, geboren. Ihre Schwestern waren:
- Françoise Angélique de La Mothe Houdancourt, dame de Fayel (* 1650; † 5. April 1711), heiratete am 28. November 1669 Louis Marie Victor, duc d’Aumont
- Marie Isabelle Angélique de la Mothe Houdancourt (* 1654; † 1726), verheiratet mit dem Herzog de La Ferté Senneterre

### Ehe
Am 14. März 1671 fand in Paris die Hochzeit der späteren Madame de Ventadour und Louis-Charles de Lévis, Herzog von Ventadour, Baron von Rochemaure und Gouverneur des Limousin (* 1647; † 18. September 1717, Haus Lévis), statt. Sie hatten eine Tochter:
- Anne Geneviève de Lévis (* Februar 1673; † 20. März 1727), war zweimal äußerst vorteilhaft verheiratet und führte seit ihrer ersten Heirat den Titel Ihre bzw. Eure Hoheit. Ihre Gatten waren:

1. Louis-Charles de La Tour d’Auvergne, Prinz de Turenne (Heirat am 16. Februar 1691)
2. Hercule Mériadec de Rohan-Soubise (Heirat am 15. Februar 1694), aus dieser Ehe gingen 5 Kinder hervor

### Königliche Gouvernante
Madame de Ventadour trat ihr Amt als Gouvernante des enfants royaux im Jahr 1704 an. Ihr erster Schützling war der kleine Herzog de Bretagne.
Als im Jahr 1712 die Masern ausbrachen, starben daran Ludwig von Burgund sowie seine Gemahlin Maria Adelaide von Savoyen. Somit war der spätere Ludwig XV., der jedoch von Geburt an bis 1715 den Titel eines Herzogs von Anjou trug, ein Waisenkind. Als der junge Prinz auch an Masern zu erkranken drohte, verbot Madame de Ventadour den Ärzten den Zutritt zum jungen Herzog. Durch Aderlässe hätten sie den jungen Prinzen wahrscheinlich bis zum Tode geschwächt. Daraufhin pflegte sie ihn mithilfe einiger Kammerfrauen wieder gesund. Zeit seines Lebens soll sich Ludwig XV. Aderlässen verweigert haben. Louis XV. nannte sie maman Ventadour oder einfach maman.
Madame de Ventadour wurde dem jungen Louis eine gute Ersatzmutter und ihr Verhältnis war bis zu ihrem Tode von Zuneigung bestimmt. Sie hatte ihre Position bis in das Jahr 1717 inne, denn ab dem Alter von 7 Jahren bekam ein königlicher Prinz und schon gar der junge König einen männlichen Erzieher.

### Weitere Jahre und Tod
Ihr Mann starb im gleichen Jahr, in dem sie den jungen König verließ. Man ernannte sie daraufhin zur Hofdame der Liselotte von der Pfalz.
1727 wurde sie wiederum zur königlichen Gouvernante ernannt. Nun war sie die Gouvernante der Kinder ihres ehemaligen Schützlinges. Diese Ernennung beweist, wie hoch sie in der Gunst des Königs stand. Immerhin war sie bei ihrer zweiten Ernennung schon 73 Jahre alt, für die damalige Zeit zählte sie damit bereits als Greisin. Den Posten der königlichen Gouvernante hatte sie fast elf Jahre inne, denn ab dem Jahr 1738 wurden die königlichen Prinzessinnen, welche über 6 Jahre alt waren, in der Abtei Fontevrault erzogen, um die hohen Kosten deren Hofhaltung zu dezimieren. Damit begann für Madame de Ventadour der Ruhestand.
Madame de Ventadour starb im Alter von 89 Jahren am 15. Dezember 1744 im Château de Glatigny in Versailles.